# Un uomo chiamato Apocalisse Joe
Un uomo chiamato Apocalisse Joe o Apocalipsis Joe és un llargmetratge hispano-italià dirigit per Leopoldo Savona. Va ser estrenat a Itàlia el 4 de desembre de 1970. És un spaghetti western de baix pressupost amb actors habituals del gènere. Única dada memorable: l'infal·lible pistoler oculta la seva identitat darrere de la d'un actor ambulant que es dedica a representar Hamlet.

## Argument
Joe (Anthony Steffen), un actor dramàtic -i també pistoler-, vaga de poble en poble representant "Hamlet" i altres obres de Shakespeare. Hereta una mina del seu oncle. Quan reclamarà la seva mina, descobreix que el xèrif del poble, Berg (Eduardo Fajardo), s'ha apoderat de la mina després d'haver assassinat al seu oncle, i tracta de manera despòtica als treballadors del lloc. Clifford emprendrà la seva venjança contra Berg per a recuperar la mina...

## Repartiment
- Anthony Steffen (Joe Clifford)
- Eduardo Fajardo (Berg)
- Mary Paz Pondal (Rita)
- Fernando Cerulli (Doc Klan)
- Veronica Korosec (Mildred)
- Giulio Baraghini (Sheriff Floyd)
- Fernando Bilbao (Bodo)
- Renato Lupi (Antonio)
- Miguel del Castillo (Primer Sheriff)
- Bruno Arie (Home de Berg)
- Angelo Susani (Home de Berg)
- Riccardo Pizzuti (Home de Berg)
- Gilberto Galimberti (Moe)
- Silvano Spadaccino (Al)
- Stelio Candelli (Braddox)
- Artemio Antonini (Bandit)
- Omero Capanna (Bandit)
- Flora Carosello
- Virginia García
- Ugo Adinolfi
- Sergio Sagnotti

## Crítiques
Arquetípic "spaghetti western" que no aporta res a la llarga llista de títols sorgits des de mitjan anys seixanta. La seva única i discreta originalitat consisteix en el personatge central, que no és el típic pistoler sinó un actor ambulant especialitzat en Shakespeare (una cita al John Ford de ""Passió dels forts""). Aquest detall anecdòtic no impedeix que el conjunt resulti tan catastròfic com de costum.